# Raïon de la Haute-Boureïa
Le raïon de la Haute-Boureïa (en russe : Верхнебуреи́нский райо́н, Verkhnéboureïski raïon) est une subdivision administrative (raïon) et une municipalité (raïon municipal) du kraï de Khabarovsk, en Russie. Le raïon fait partie de la région d'Extrême-Orient russe. Son centre administratif est la ville de Tchegdomyne, et il compte en tout 30 localités, réparties dans 13 municipalités. Sa population s'élevait à 24 861 habitants en 2023.